# بورماپینار (کاهتا)
بورماپینار {{ترکی|Burmapınar) 
(به زازاکی: Darberi) یک منطقهٔ مسکونی در ترکیه است که در کاهتا واقع شده‌است.